# Substance ostéotrope
Une substance ostéotrope est une substance se fixant préférentiellement sur les os. Cette substance est souvent un radioisotope tel le strontium 90 qui se comporte chimiquement comme le calcium et peut le remplacer dans les os. D'autres substances ostéotrope incluent le radium,, le samarium et le plutonium
Les substances ostéotropes peuvent causer des problèmes de santé mais ont des utilisations en oncologie.